# Ктулху

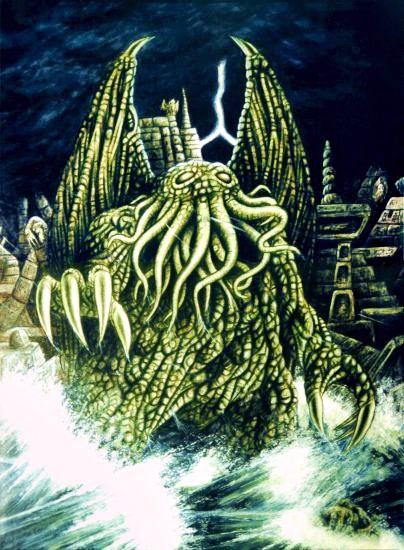
Малюнок Реймонда Бейлеса на обкладинці книги Лавкрафта «The Dunwich Horror and Others» (1984 рік)

Кту́лху (Cthulhu, англ. вимова: [kəˈθuːluː], прибл. вимова за автором: Хлу́ллу [ˈχɬʊl.ɬuː]) — фантастична істота (поганське божество) із творів-жахів Говарда Лавкрафта та його послідовників, персонаж Міфів Ктулху.
В творах Міфів Ктулху описується як могутня істота, один з Великих Древніх, який перебуває на Землі в Тихому океані у місті Р'льєх. Культи Ктулху існують по всій Землі, супроводжуючись дикунськими ритуалами й оргіями. Попри те, що Ктулху, як і інші Великі Древні, більшість часу спить, він здатний впливати на психіку особливо чутливих людей, викликаючи нічні кошмари.
Як стверджував Лавкрафт, обмежений людський слух не здатний сприйняти справжнього звучання імені цієї істоти, так само як голосовий апарат — вимовити. Тож «Cthulhu» — лише загальноприйняте ім'я. В українській мові використовується запозичене через російську «Ктулху», що є лише своєрідною передачею латинських букв, а не вимови.

## Ктулху в літературі

### Вигляд і можливості

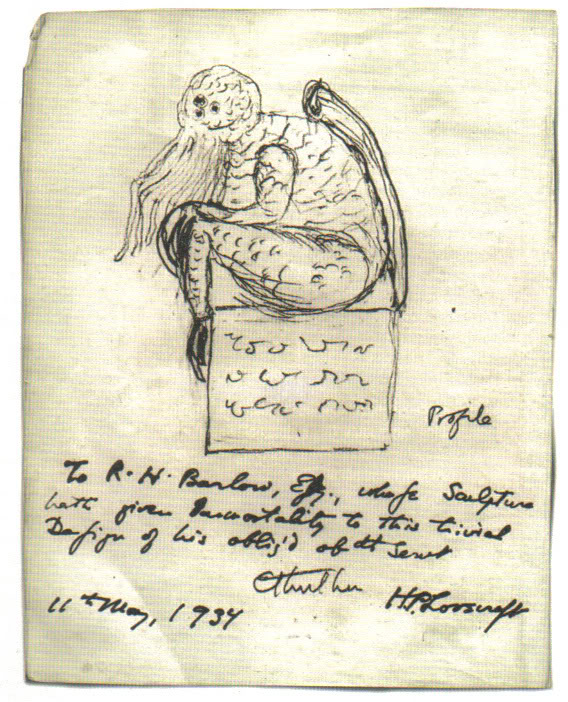
Малюнок Ктулху, виконаний Лавкрафтом в 1934 році

Уперше Ктулху описано в Лавкрафтовому оповіданні «Поклик Ктулху» («The Call of Cthulhu», 1928), в інших творах Лавкрафта він час від часу згадується як старовинне поганське божество.
Найдетальніші описи Ктулху, що містяться в «Поклику Ктулху», змальовують скульптури істоти. Одна така, створена скульптором після серії незвичайних гнітючих снів, виглядала як «поєднані обриси восьминога, дракона та карикатурної людини… Пухка, оздоблена щупальцями голова довершувала гротескний покритий лускою тулуб з рудиментарними крилами». Іншу скульптуру здобула поліція під час рейду на прихильників культу, що практикував людські жертвоприношення: «...Була чудовиськом нечіткої людиноподібної форми, але зі схожою на восьминога головою з укритим щупальцями обличчям, покритим лускою неначе гумовим тілом, запаморочливими пазурами на задніх і передніх кінцівках та довгими вузькими крилами позаду».
Коли істота врешті з'являється в оповіданні, там говориться, що «істоту не можна описати» через її химерний вигляд і раптову, шокуючу появу. Автором її названо як «зелене і липке породження зірок» зі «в'ялими пазурами» та «жахливою восьминожою головою зі звивистими щупальцями». Вислів «гора йшла або чалапала» дає змогу уявити відносні розміри Ктулху. Коли чудовисько вдається протаранити кораблем, його рани швидко заростають.
У «На стрімчаках божевілля» згадується цілий народ подібних істот, лідером якого Ктулху був, поки Р'льєх не опустився під воду. Також Ктулху згаданий в «Данвічському жасі». Родовід цієї істоти надається в листах Говарда Лавкрафта 1932—1934 років. За ними, Ктулху походить зі світу Вурл (англ. Vhoorl). До прибуття на Землю він, біля зірки Ксот (англ. Xoth), породив інших Великих Древніх.

### Культ Ктулху
У «Міфах Ктулху» стверджується, що існує всесвітній культ Ктулху з центром в Аравії. При цьому послідовники культу існують у таких віддалених місцях як Гренландія, Луїзіана та Нова Зеландія. Передусім це племена дикунів і відсталі, «нецивілізовані» спільноти, що не усвідомлюють байдужості Великих Древніх до людей. Члени культу кажуть про Ктулху як про «великого священика» «Великих Древніх, які жили задовго до людей і які прийшли у молодий світ із неба». Культисти вірять, що колись Ктулху прокинеться і своїми ритуалами вони повинні посприяти цьому.
Відзнакою культу є заклинання «Ph'nglui mglw'nafh Cthulhu R'lyeh wgah'nagl fhtagn», що означає «У своїй оселі в Р'льєху мертвий Ктулху спить і чекає». Також ця фраза часто скорочується до «Cthulhu fhtagn», що, очевидно, означає «Ктулху чекає».

## Ктулху в масовій культурі

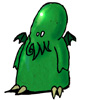
Карикатурний Ктулху

Август Дерлет в 1937 році використав ім'я Ктулху для назви системи вигаданих Лавкрафтом та його послідовниками міфів — «Міфів Ктулху». Хоча сам Ктулху порівняно рідко фігурує в творах, його образ в другій половині XX сторіччя став дедалі більше поширюватися. Вважається, що він ліг в основу істот іллітидів з популярної настільної рольової гри Dungeons & Dragons — гуманоїдів з восьминожими головами. За їхню здатність до телепатії та пригнічення волі й поїдання мозків жертв ці риси часто стали приписуватися і Ктулху.
В Інтернеті образ Ктулху подвійний: він постає як символом тотального контролю, невідворотного кінця, так і кумедним, доброзичливим, іноді навіть рятівником людей. Характерні щупальця навколо рота стали ознакою чужинності, ворожості. Через щупальця цей персонаж часом асоціюється з тентаклями — хтивими істотами з хентаю.
У пострадянських державах інтерес до творів Лавкрафта був підігрітий після російської акції 2006-го року «Запитання Путіну», під час якої задавали питання, попередньо відібрані Інтернет-голосуванням. На голосуванні, несподівано, у результаті флешмобу, перемогло жартівливе запитання «Як ви ставитеся до пробудження Ктулху?». Після цього образ та ім'я Ктулху стали набагато частіше використовуватися в рунеті.

## Ктулху в науці
На честь Ктулху названо вид павуків Pimoa cthulhu, мікроорганізм Cthulhu macrofasciculumque та викопне голкошкіре Sollasina cthulhu На честь його доньки Ктілли бактерію Cthylla microfasciculumque. В 2015 назву Ктулху отримав відкритий на Плутоні регіон.